# ANTI- Records
ANTI- Records — лейбл звукозаписи, основанный в 1999 году, дочерний лейбл Epitaph Records. В то время, как Epitaph Records сконценрировался на издании панк-рок музыки, ANTI- Records стал выпускать альбомы в разных жанрах, таких как кантри (Мерл Хаггард), регги (Майкл Франти), соул (Бетти ЛаВетт), фолк (The Swell Season), инди (Islands), ритм-н-блюз (Соломон Бёрк) и другие. Лейбл привлёк к себе внимание выпустив альбом Тома Уэйтса Mule Variations, награждённый Грэмми в 1999 году. Помимо Уэйтса, с ANTI- Records заключили контракт такие ветераны рок-музыки как Nick Cave and the Bad Seeds и Марианна Фейтфулл.

## Музыканты, работавшие с ANTI- Records
(Перечислены исполнители и группы, статьи о которых есть в русском разделе)
- Соломон Бёрк
- Билли Брэгг
- Кейт Буш
- Dead Man's Bones
- DeVotchKa
- Galactic
- Грег Граффин
- Grinderman (расформирована)
- Nick Cave and the Bad Seeds
- Эдди Иззард
- Даниэль Лауна
- Боб Моулд
- Lost in the Trees
- Os Mutantes
- Эллиотт Смит (посмертно)
- Spoon
- Джо Страммер (посмертно)
- Ян Тирсен
- The Frames
- The Promise Ring (расформирована)
- Tricky
- TV on the Radio
- Марианна Фейтфулл
- Wilco
- Мерл Хаггард
- Том Уэйтс
- Dr. Dog